# Rex Smith

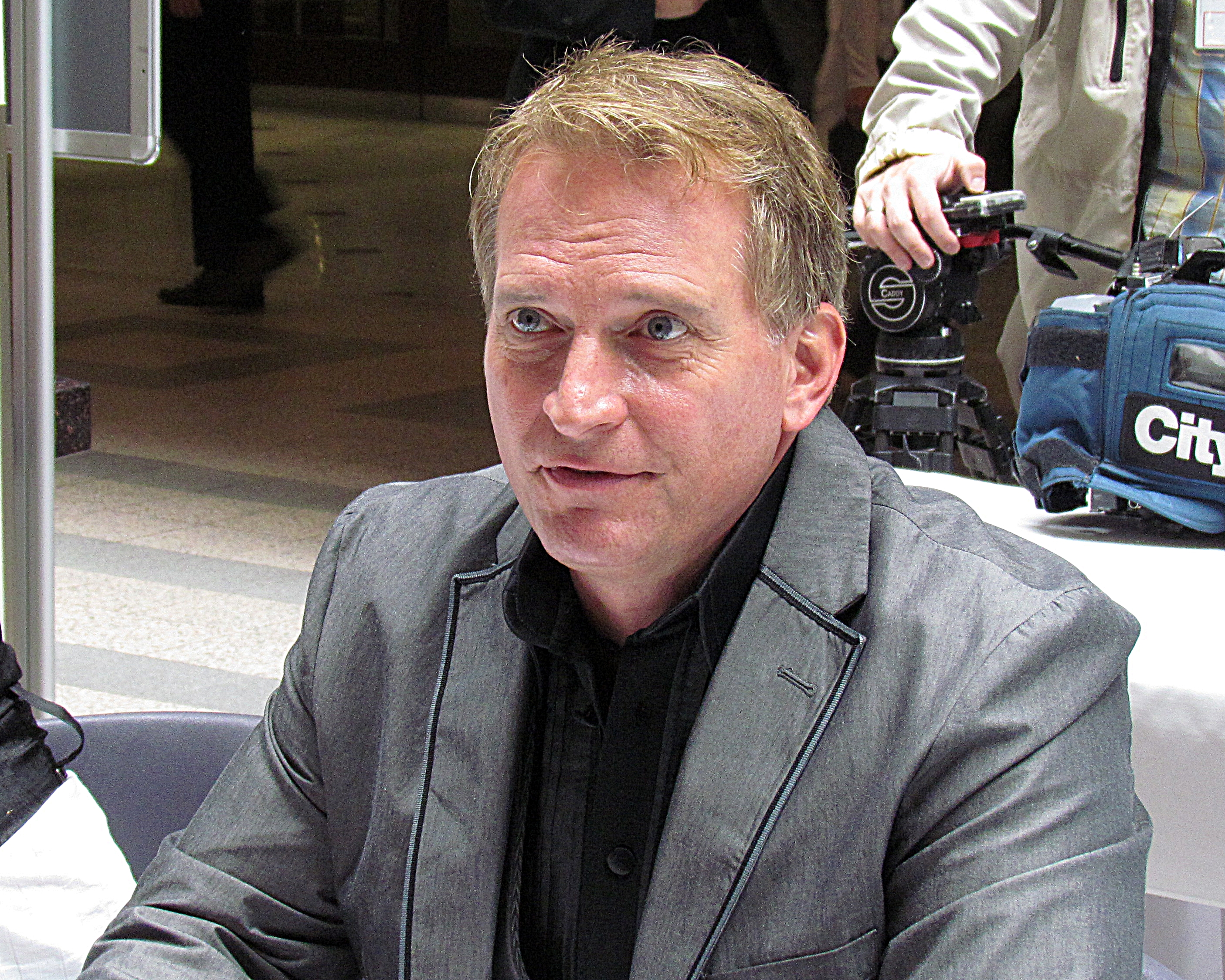
Rex Smith (2012)

Rex Smith (* 19. September 1955 in Jacksonville, Florida) ist ein US-amerikanischer Sänger und Schauspieler.

## Leben
Smith war in den späten 1970er Jahren ein US-amerikanisches Teenie-Idol. 1979 hatte er in den USA einen Top-10-Hit mit der Single You Take My Breath Away aus seinem Gold-Album Sooner and Later. Er trat erstmals 1978 am Broadway in einer Produktion des Musicals Grease auf, es folgten weitere, teilweise langjährige Engagements. Smith trat auch als Fernsehschauspieler auf, Bekanntheit im deutschsprachigen Raum erlangte er durch die Hauptrolle als Motorradpolizist Jesse Mach in der Fernsehserie Street Hawk aus dem Jahr 1985. Daneben hatte er Gastrollen in Fernsehserien wie Love Boat, Der Sentinel – Im Auge des Jägers, Cagney & Lacey und JAG. Im Jahr 2000 veröffentlichte Rex Smith sein Album Simply… Rex. 2008 trat er unter anderem live im ausverkauften Hard Rock Cafe in Manila auf den Philippinen auf.
Smith ist in zweiter Ehe verheiratet und hat insgesamt fünf Kinder.

## Diskografie

### Studioalben
| Jahr | Titel            | Höchstplatzierung, Gesamtwochen, AuszeichnungChartsChartplatzierungen (Jahr, Titel, Platzierungen, Wochen, Auszeichnungen, Anmerkungen) | Anmerkungen                       |
| Jahr | Titel            | US | Anmerkungen                       |
| ---- | ---------------- | --- | --------------------------------- |
| 1979 | Sooner or Later  | US19 Gold · (19 Wo.)US | Erstveröffentlichung: Juni 1979   |
| 1980 | Forever          | US165 (3 Wo.)US | Erstveröffentlichung: Januar 1980 |
| 1981 | Everlasting Love | US167 (4 Wo.)US | Erstveröffentlichung: August 1981 |

Weitere Alben
- 1976: Rex
- 1977: Where Do We Go from Here
- 1983: Camouflage
- 2000: Simply…Rex
- 2006: You Take My Breath Away
- 2017: Rock And Roll Dream: 1976-1983

Musicals
- 1981: The Pirates of Penzance
- 1995: Sunset Boulevard
- 1997: The Human Comedy
- 1999: The Scarlet Pimpernel: Encore!

### Singles
| Jahr | Titel Album                                                  | Höchstplatzierung, Gesamtwochen, AuszeichnungChartplatzierungen (Jahr, Titel, Album, Platzierungen, Wochen, Auszeichnungen, Anmerkungen) | Höchstplatzierung, Gesamtwochen, AuszeichnungChartplatzierungen (Jahr, Titel, Album, Platzierungen, Wochen, Auszeichnungen, Anmerkungen) | Höchstplatzierung, Gesamtwochen, AuszeichnungChartplatzierungen (Jahr, Titel, Album, Platzierungen, Wochen, Auszeichnungen, Anmerkungen) | Anmerkungen                                      |
| Jahr | Titel Album                                                  | CH | UK | US | Anmerkungen                                      |
| ---- | ------------------------------------------------------------ | --- | --- | --- | ------------------------------------------------ |
| 1979 | You Take My Breath Away Sooner or Later                      | — | — | US10 Gold · (16 Wo.)US | Erstveröffentlichung: April 1979                 |
| 1981 | Everlasting Love Everlasting Love / ...And Then He Kissed Me | CH9 (5 Wo.)CH | UK35 (7 Wo.)UK | US32 (13 Wo.)US | Erstveröffentlichung: Juni 1981 mit Rachel Sweet |

Weitere Singles
- 1979: Simply Jessie
- 1979: Never Gonna Give You Up
- 1980: Forever
- 1980: Let’s Make a Memory
- 1981: Love Will Always Make You Cry

## Auszeichnungen für Musikverkäufe
| Goldene Schallplatte - Kanada - 1979: für die Single You Take My Breath Away Platin-Schallplatte - Kanada - 1979: für das Album Sooner or Later |

Anmerkung: Auszeichnungen in Ländern aus den Charttabellen bzw. Chartboxen sind in ebendiesen zu finden.
| Land/RegionAuszeichnungen für Musikverkäufe (Land/Region, Auszeichnungen, Verkäufe, Quellen) | Gold     | Platin  | Verkäufe  | Quellen         |
| -------------------------------------------------------------------------------------------- | -------- | ------- | --------- | --------------- |
| Kanada (MC)                                                                                  | Gold1    | Platin1 | 175.000   | musiccanada.com |
| Vereinigte Staaten (RIAA)                                                                    | 2× Gold2 | —       | 1.500.000 | riaa.com        |
| Insgesamt                                                                                    | 3× Gold3 | Platin1 |           |                 |

## Filmografie (Auswahl)
- 1979: Hallo Baby! (Sooner or Later)
- 1980: Love Boat
- 1985: Street Hawk
- 1986: Mord ist ihr Hobby (Murder, She Wrote)
- 1988: Cagney & Lacey
- 1987: Rhythmus der Herzen (Shades of Love: The Ballerina and the Blues)
- 1989: Der unheimliche Hulk vor Gericht (The Trial of the Incredible Hulk)
- 1990: Perry Mason und der Tod eines Idols (Perry Mason: The Case of the Silenced Singer)
- 1993: Palm Beach-Duo (Silk Stalkings)
- 1994: Danielle Steel – Nur einmal im Leben (Once in a Lifetime)
- 1997: JAG – Im Auftrag der Ehre (JAG)
- 1997: Caroline in the City
- 1997: Der Sentinel – Im Auge des Jägers (The Sentinel)
- 1998: Baywatch – Die Rettungsschwimmer von Malibu (Baywatch)
- 2006: Pope Dreams
- 2007: City Girls

## Broadway
- 1981–1982: Pirates of Penzance
- 1984–1985: Human Comedy
- 1989–1992: Grand Hotel
- 1997–2000: The Scarlet Pimpernel

## Auszeichnungen
- 1981: Theatre World Award für The Pirates of Penzance